# Dendrosenecio
 Dendrosenecio  (Hauman ex Hedberg) B.Nord., 1978 è un genere di piante angiosperme dicotiledoni della famiglia delle Asteraceae (sottofamiglia Asteroideae).

## Etimologia
L'etimologia del nome del genere deriva da due parole: da "dendron" (= simile ad un albero) e dal nome latino senex  (= vecchio uomo) e fa riferimento al portamento molto robusto di queste piante e al ciuffo di peli bianchi (il pappo) che sormonta gli acheni, che ricorda la chioma di un vecchio.
Il nome scientifico del genere è stato definito dai botanici Lucien Leon Hauman (1880-1965), Karl Olov Hedberg (1923-2007) e Rune Bertil Nordenstam (1936-) nella pubblicazione " Opera Botanica a Societate Botanica Lundensi. Lund, Copenhagen" (Opera Bot. 44: 40 ) del 1978.

## Descrizione

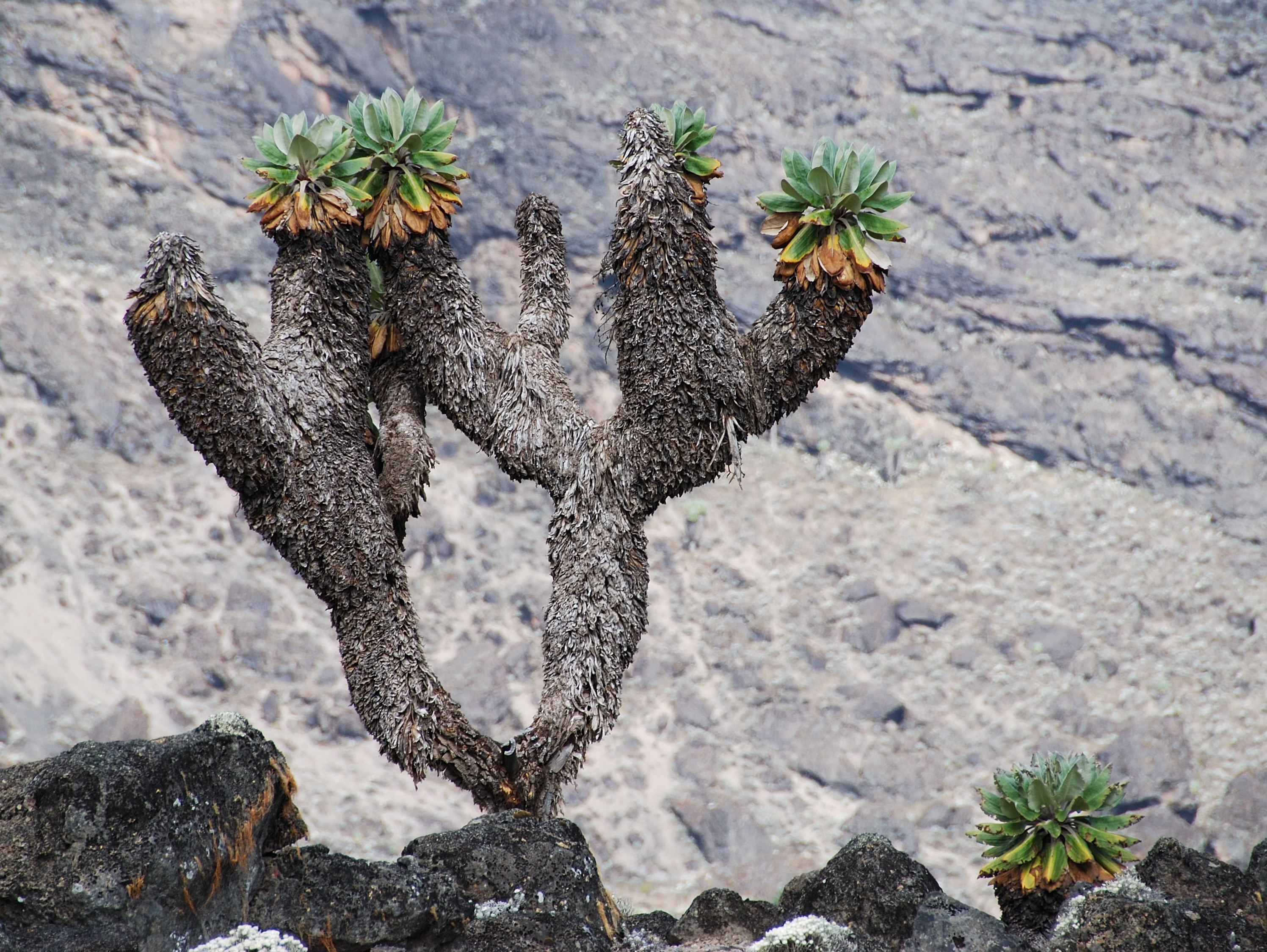
Il portamento
Dendrosenecio kilimanjari

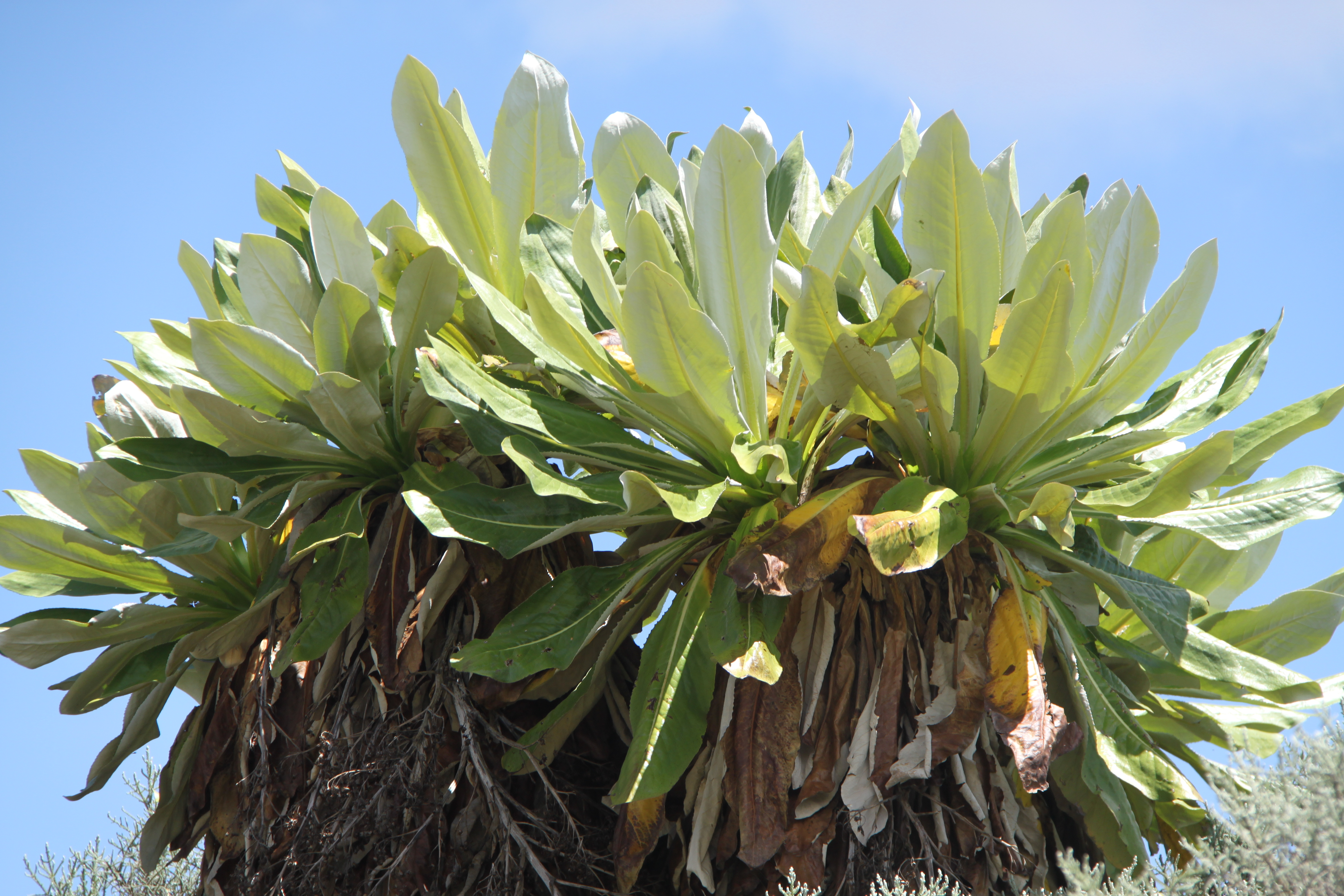
Le foglie
Dendrosenecio battiscombei

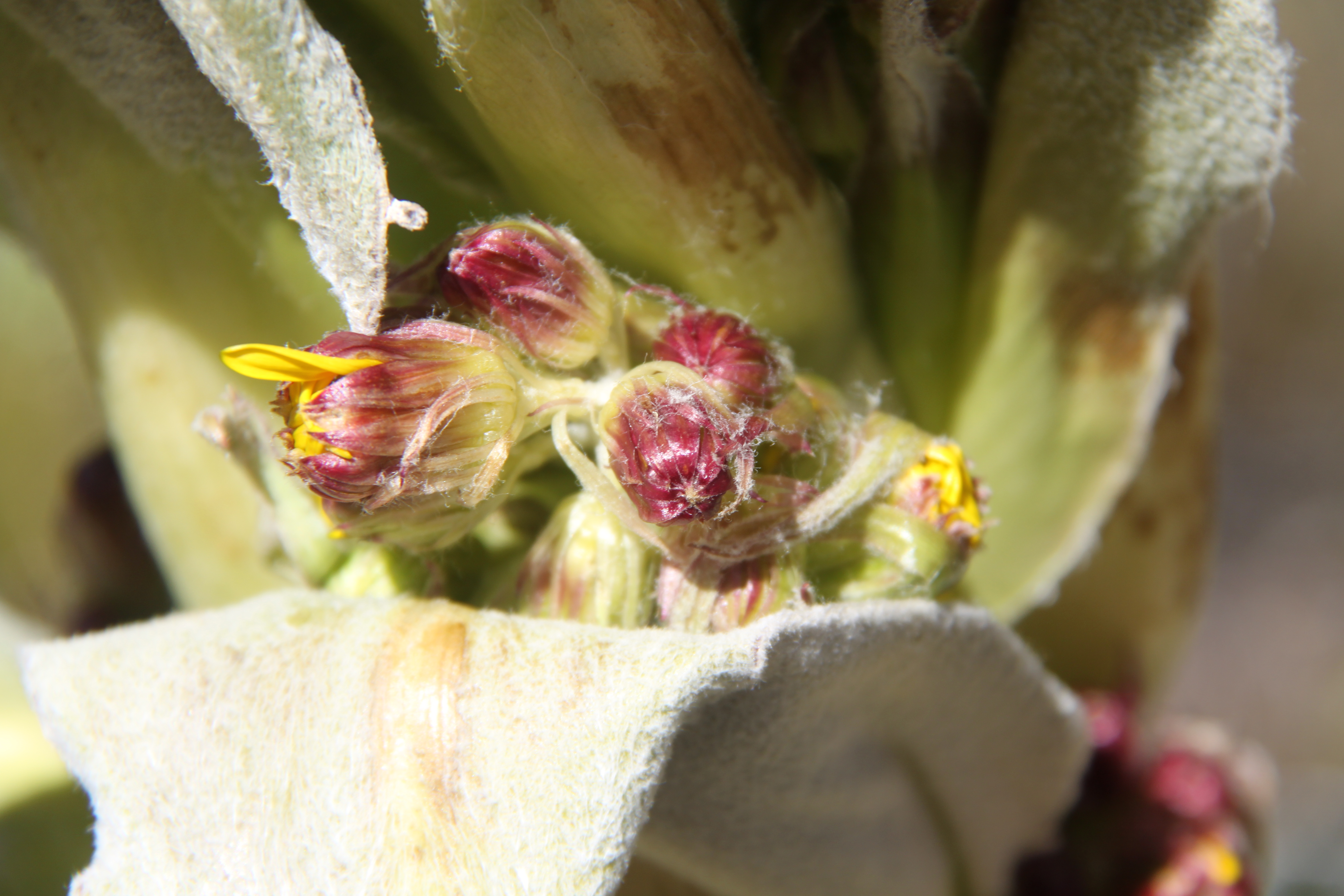
Infiorescenza
Dendrosenecio keniensis

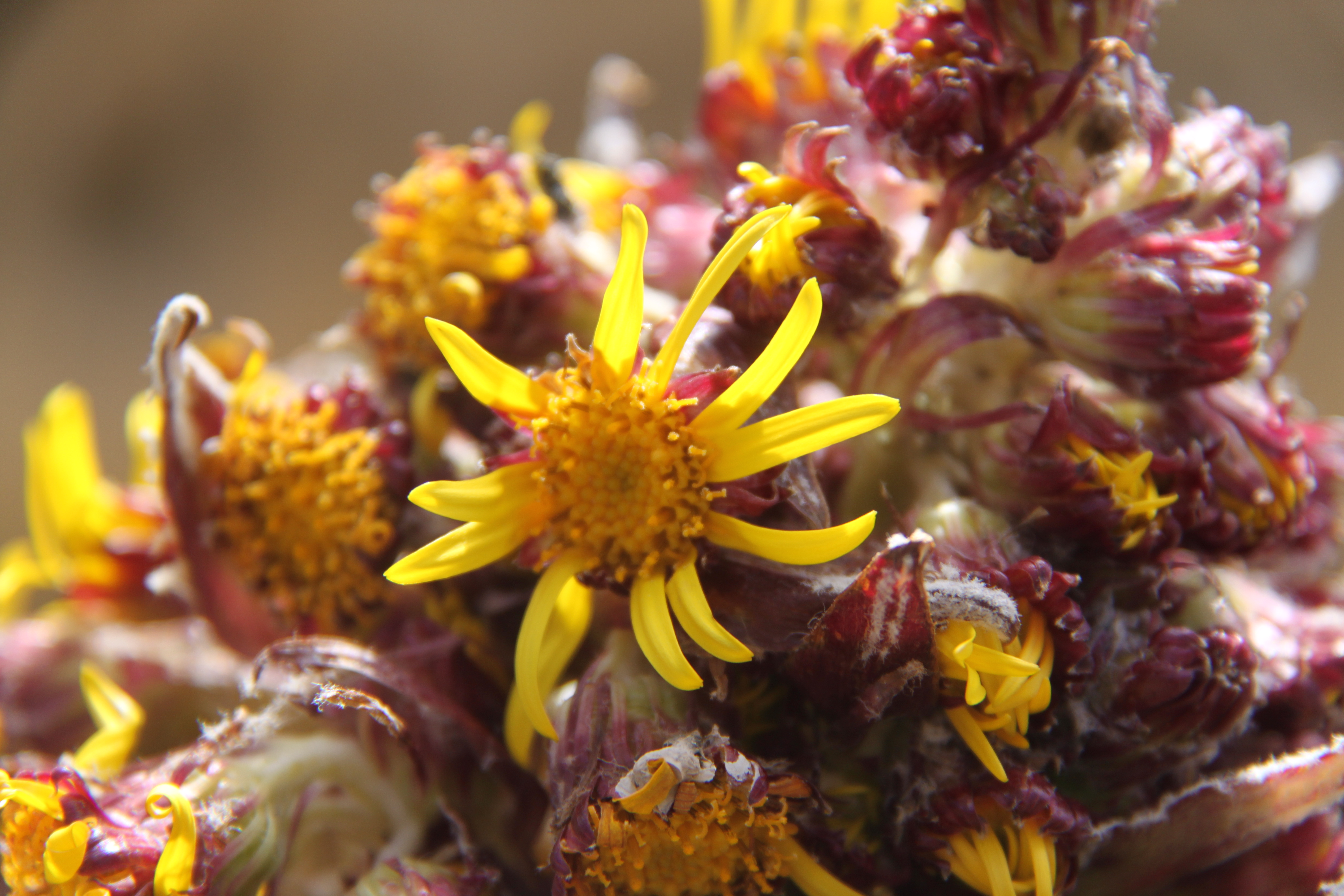
I fiori
Dendrosenecio keniensis

Habitus. Le specie di questo genere hanno un habitus di tipo arboreo con fusti pachicauli, ma a volte anche erbaceo. Le superfici delle piante possono essere sia glabre che pubescenti per peli semplici.
Radici. Le radici in genere sono secondarie da rizoma e possono essere fibrose. I rizomi sono striscianti o legnosi.
Fusto. La parte aerea è eretta, spesso pachicaule. Queste piante hanno lunghi tronchi, che fungono da serbatoi di acqua, che in alcune specie raggiungono anche i 7–10 m di altezza, e che talora si diramano in 2-4 ramificazioni laterali, assumendo un habitus a candelabro.
Foglie. Le foglie cauline sono disposte in modo alternato; sono picciolate o sessili (quelle superiori). La forma della lamina è intera da ellittico-ovata a panduriforme; ma sono presenti anche lamine pennate. Le venature in genere sono reticolate. Le foglie formano, all'apice dei rami, una rosetta di foglie carnose e appuntite che proteggono le gemme vegetative dalle basse temperature. Quando muoiono, le foglie si essiccano e restano saldamente inserite al tronco formando uno spesso strato isolante.
Infiorescenza. Le sinflorescenze sono composte da più capolini organizzati in formazioni panicolate terminali e piramidali. Le infiorescenze vere e proprie sono formate da un largo capolino terminale, peduncolato a volte annuente di tipo radiato o discoide. Alla base dell'involucro è presente un calice formato da brattee fogliacee. I capolini sono formati da un involucro, con forme da cilindriche a campanulate o emisferiche, composto da diverse brattee, al cui interno un ricettacolo fa da base ai fiori di due tipi: quelli esterni del raggio e quelli più interni del disco. Le brattee sono disposte in modo embricato su una o due serie e possono essere connate alla base. Il ricettacolo è nudo (senza pagliette a protezione della base dei fiori); la forma è convessa e a volte è alveolato.
Fiori.  I fiori sono tetra-ciclici (formati cioè da 4 verticilli: calice – corolla – androceo – gineceo) e pentameri (calice e corolla formati da 5 elementi). Sono inoltre ermafroditi, più precisamente i fiori del raggio (quelli ligulati e zigomorfi) sono femminili; mentre quelli del disco centrale (tubulosi e actinomorfi) sono bisessuali o a volte funzionalmente maschili.
- Formula fiorale:

*/x K {\displaystyle \infty }, [C (5), A (5)], G 2 (infero), achenio
- Calice: i sepali del calice sono ridotti ad una coroncina di squame.
- Corolla: nella parte inferiore i petali della corolla sono saldati insieme e formano un tubo. In particolare le corolle dei fiori del disco centrale (tubulosi) terminano con delle fauci dilatate a raggiera con cinque lobi. I lobi possono avere una forma da deltoide a triangolare-ovata. Nella corolla dei fiori periferici (ligulati) il tubo si trasforma in un prolungamento da nastriforme o ligulato a filiforme o allargato, terminante più o meno con cinque dentelli. Il colore delle corolle è giallo.
- Androceo: gli stami sono 5 con dei filamenti liberi. La parte basale del collare dei filamenti può essere dilatata. Le antere invece sono saldate fra di loro e formano un manicotto che circonda lo stilo. Le antere alla base sono auricolate; a volte sono presenti delle appendici apicali che possono avere varie forme (principalmente lanceolate). La struttura delle antere è di tipo tetrasporangiato, raramente sono bisporangiate. Il tessuto endoteciale è radiale o polarizzato. Il polline è tricolporato (tipo "helianthoid").[12]
- Gineceo: lo stilo è biforcato con due stigmi nella parte apicale. Gli stigmi sono troncati e i peli sono di tipo penicillato. Le superfici stigmatiche continue.  L'ovario è infero uniloculare formato da 2 carpelli.

Frutti. I frutti sono degli acheni con pappo. La forma degli acheni è oblunga; la superficie è percorsa da 5 coste longitudinali e può essere glabra. Possono essere presenti delle ali o degli ispessimenti marginali. Non sempre il carpoforo è distinguibile. Il colore del frutto può essere nero o bruno. Il pappo è formato da numerose setole snelle.

## Biologia
Impollinazione: l'impollinazione avviene tramite insetti (impollinazione entomogama tramite farfalle diurne e notturne).

Riproduzione: la fecondazione avviene fondamentalmente tramite l'impollinazione dei fiori (vedi sopra).

Dispersione: i semi (gli acheni) cadendo a terra sono successivamente dispersi soprattutto da insetti tipo formiche (disseminazione mirmecoria). In questo tipo di piante avviene anche un altro tipo di dispersione: zoocoria. Infatti gli uncini delle brattee dell'involucro (se presenti) si agganciano ai peli degli animali di passaggio disperdendo così anche su lunghe distanze i semi della pianta. Inoltre per merito del pappo il vento può trasportare i semi anche a distanza di alcuni chilometri (disseminazione anemocora).
La conformazione di queste piante costituisce un adattamento alle condizioni climatiche estreme del loro habitat, caratterizzato da notevoli escursioni termiche e scarse precipitazioni. Le sorprendenti somiglianze con alcune specie di Lobelia (Campanulaceae) che condividono gli stessi habitat (come p.es. L. deckenii) sono spesso citate come caso emblematico di convergenza evolutiva.

## Distribuzione e habitat

Areale del genere Dendrosenecio

Il genere Dendrosenecio ha il suo areale in Africa centro-orientale (Repubblica Democratica del Congo, Uganda, Ruanda, Kenya e Tanzania).
Le specie di questo genere crescono nelle aree di alta quota, da 2500 a 4600 m di altitudine, di dieci diverse montagne: il Kilimanjaro e il monte Meru in Tanzania, il monte Kenya, gli Aberdare e le Cherangani Hills in Kenya, il monte Elgon al confine tra Uganda e Kenya, la catena del Ruwenzori al confine tra Uganda e Congo, i monti Virunga al confine tra Uganda, Ruanda e Congo e i monti Muhi e Kahuzi, della catena dei Monti Mitumba, nella parte orientale del Congo.
Ad eccezione di D. erici-rosenii (presente su Ruwenzori, Virunga e Mitumba), e di  D. battiscombei e D. keniodendron (presenti sia sul monte Kenya che sugli Aberdare), le altre specie hanno un areale ristretto ad un singolo sistema montuoso. Nella stessa montagna possono essere presenti, a differenti altitudini, specie e sottospecie differenti.
I loro habitat vanno dalla foresta montana alle praterie umide di alta quota, estendendosi sino al limite superiore della zona afro-alpina.

## Tassonomia
La famiglia di appartenenza di questa voce (Asteraceae o Compositae, nomen conservandum) probabilmente originaria del Sud America, è la più numerosa del mondo vegetale, comprende oltre 23.000 specie distribuite su 1.535 generi, oppure 22.750 specie e 1.530 generi secondo altre fonti (una delle checklist più aggiornata elenca fino a 1.679 generi). La famiglia attualmente (2021) è divisa in 16 sottofamiglie; la sottofamiglia Asteroideae è una di queste e rappresenta l'evoluzione più recente di tutta la famiglia.
Le specie di questo genere, la cui scoperta risale all'epoca coloniale,  erano in passato incluse nel genere Senecio, nell'ambito del sottogenere Dendrosenecio.

Nel 1977 Nordenstam ha ridefinito i limiti di Senecio ed ha elevato Dendrosenecio al rango di genere a sé stante.

### Filogenesi

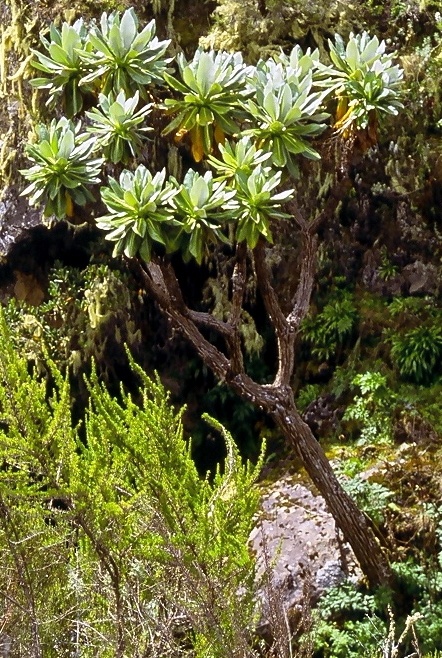
Dendrosenecio battiscombei

Il genere di questa voce appartiene alla sottotribù Senecioninae della tribù Senecioneae (una delle 21 tribù della sottofamiglia Asteroideae). In base ai dati filogenetici la sottotribù, all'interno della tribù, occupa il "core" della tribù e insieme alla sottotribù Othonninae forma un "gruppo fratello".
I seguenti caratteri sono indicativi per la sottotribù:
- il portamento è molto vario (erbe, arbusti, liane, epifite, alberelli o alberi);
- le foglie sono sia basali che cauline disposte in modo alternato;
- sono presenti capolini sia radiati, disciformi o discoidi;
- le antere sono tetrasporangiate, raramente bisporangiate.

La struttura della sottotribù è molto complessa e articolata (è la più numerosa della tribù con oltre 1.200 specie distribuite su un centinaio di generi) e al suo interno sono raccolti molti sottogruppi caratteristici le cui analisi sono ancora da completare. Il genere Dendrosenecio, insieme ai generi Austrosynotis, Oresbia e Phaneroglossa, appartiene ad un clade, debolmente supportato, che dalle analisi filogenetiche risulta in una posizione relativamente basale (si è separato precocemente) nella sottotribù Senecioninae.
Il cladogramma seguente (semplificato) mostra l'attuale conoscenza filogenetica di questo gruppo.
|  | Phaneroglossa                                             |
|  |                                                           |
|  | \| \| Oresbia \| \| \| \| \| \| Dendrosenecio \| \| \| \| |
|  |                                                           |
|  | Oresbia                                                   |
|  |                                                           |
|  | Dendrosenecio                                             |
|  |                                                           |

|  | Oresbia       |
|  |               |
|  | Dendrosenecio |
|  |               |

|  | Phaneroglossa                                             |
|  |                                                           |
|  | \| \| Oresbia \| \| \| \| \| \| Dendrosenecio \| \| \| \| |
|  |                                                           |
|  | Oresbia                                                   |
|  |                                                           |
|  | Dendrosenecio                                             |
|  |                                                           |

|  | Oresbia       |
|  |               |
|  | Dendrosenecio |
|  |               |

I caratteri distintivi per le specie del genere  Dendrosenecio sono:
- i tronchi delle piante fungono da serbatoi dell'acqua (fusti pachicauli);
- le aree stigmatiche degli stili dei fiori del disco sono continue;
- gli acheni hanno 5 coste o angoli:
- l'habitat è tipico delle montagne dell'Africa tropicale.

Dati molecolari suggeriscono che le diverse specie si siano sviluppate, per radiazione adattativa,  a partire da un comune antenato diffuso sul Kilimanjaro, con successiva dispersione agli Aberdare, al monte Kenya, alle Cherangani Hills, seguite da dispersione verso ovest alla catena del Ruwenzori, quindi a sud verso Virunga, Kahuzi e Muhi, ed infine nuovamente verso il monte Elgon.
Il numero cromosomico della specie è: 2n = 20, circa 80 e 100.

### Elenco delle specie
Questo genere ha 12 specie:
- Dendrosenecio adnivalis (Stapf) E.B.Knox - endemico del Ruwenzori
  - Dendrosenecio adnivalis subsp. adnivalis
  - Dendrosenecio adnivalis subsp. friesiorum (Mildbr.) E. B. Knox
- Dendrosenecio battiscombei (R.E.Fr. & T.C.E.Fr.) E.B.Knox - endemico dei monti Aberdare e del monte Kenya
- Dendrosenecio brassica (R.E.Fr. & T.C.E.Fr.) B.Nord. - endemico del Kenya
- Dendrosenecio brassiciformis (R.E.Fr. & T.C.E.Fr.) Mabb. - endemico dei monti Aberdare
- Dendrosenecio cheranganiensis (Cotton & Blakelock) E.B.Knox - endemico delle Cherangani Hills
  - Dendrosenecio cheranganiensis subsp. cheranganiensis
  - Dendrosenecio cheranganiensis subsp. dalei
- Dendrosenecio elgonensis (T.C.E.Fr.) E.B.Knox  - endemico del monte Elgon
  - Dendrosenecio elgonensis subsp. elgonensis
  - Dendrosenecio elgonensis subsp. barbatipes
- Dendrosenecio erici-rosenii (R.E.Fr. & T.C.E.Fr.) E.B.Knox  - endemico dei monti Muhi, Kahuzi, Virunga e Ruwenzori
  - Dendrosenecio erici-rosenii subsp. erici-rosenii
  - Dendrosenecio erici-rosenii subsp. alticola
- Dendrosenecio johnstonii (Oliv.) B.Nord. - endemico del Kilimanjaro
- Dendrosenecio keniensis (Baker f.) Mabb.  - endemico del monte Kenya
- Dendrosenecio keniodendron (R.E.Fr. & T.C.E.Fr.) B.Nord. - endemico dei monti Aberdare e del monte Kenya
- Dendrosenecio kilimanjari (Mildbr.) E.B.Knox - endemico del Kilimanjaro
  - Dendrosenecio kilimanjari subsp. kilimanjari
  - Dendrosenecio kilimanjari subsp. cottonii
- Dendrosenecio meruensis (Cotton & Blakelock) E.B.Knox - endemico del monte Meru